# Naarda ardeola
Naarda ardeola is een vlinder uit de familie Spinneruilen (Erebidae). De wetenschappelijke naam van de soort is voor het eerst geldig gepubliceerd in 2014 door Balázs Tóth & Laslo Ronkay.

## Type
- holotype: "male, 26.x.2002. leg. B. Herczig & G. Ronkay. genitalia slide no. RL7898m"
- instituut: HNHM, Boedapest, Hongarije
- typelocatie: "Thailand, Prov. Chiang Mai, between Chiang Dao and Kariang, 900 m, 99°48’E, 19°25’N"